# Rózsa György (újságíró)
Rózsa György (Nyitrabánya, 1914. január 27. – ?) költő, újságíró.

## Életútja
A bukaresti egyetemen végzett két évet a filozófia szakon, majd a Ștefan Gheorghiu Pártfőiskolán újságírást tanult. Bukarestben, a Nemzetiségi Államtitkárságon dolgozott az 1948 körüli években, majd az Agerpress tudósítója, később az Országos Turisztikai Hivatal (ONT) alkalmazottja. Cikkei jelentek meg a temesvári A Hétben (1945), majd a Contemporanulban (Rodea Gheorghe néven) és a Korunkban is.

## Munkássága
Egy kötetnyi verssel jelentkezett (Mégis. Temesvár 1937); főmunkatársa volt a mindössze két számot megért A Világ (1945) s a Lupta Patriotică című temesvári lapoknak (1945-1946) is. 1946 októberétől 1948. aug. 20-ig az erdélyi zsidóság központi lapjának, a Kolozsváron megjelenő Egységnek felelős szerkesztője.
Bevezetővel románra fordított egy kötetnyit Ilja Ehrenburg írásaiból (Poporul în război, 1947), s román nyelvű összefoglalást készített a romániai nemzetiségi statútum alkalmazásának három évéről (Trei ani de aplicare a statutului naționalităților, 1948).